# Jeff Daniel Phillips
Jeffrey „Jeff“ Daniel Phillips (* 19. Februar 1965 in Chicago, Illinois) ist ein US-amerikanischer Schauspieler und Regisseur.

## Leben und Wirken
Jeff Daniel Phillips studierte Grafik und Bildhauerei in Rom. An der University of Southern California nahm er die Filmkunst hinzu und machte in beiden Bereichen seinen Abschluss.
Durch gelegentliches Theaterspielen entwickelte er eine Vorliebe für die Schauspielerei. Er spielte erstmals 1991 in dem US-amerikanischen Film Son of Darkness: To Die For II mit. Außerdem wurden ihm Nebenrollen in den Filmen Sneakers – Die Lautlosen (1992) und Zodiac – Die Spur des Killers (2007) anvertraut. Mit Rob Zombie arbeitete er zwischen 2009 und 2019 bei dessen Filmen Halloween II, The Lords of Salem, 31 und 3 from Hell zusammen. 2022 folgte eine weitere Zusammenarbeit bei The Munsters. 2003 produzierte er einen eigenen Film namens Hide. Im Fernsehen konnte er unter anderem in J. J. Abrams’ Westworld (2016) und in der Marvel-Serie The Gifted (2017) mitwirken. Ebenfalls im Fernsehen verkörperte Phillips die Werbefigur des „Geico Caveman“. Während der populären, preisgekrönten Kampagne erschien er in Werbespots, Printmedien, auf der Unternehmens-Website und in einer aus den Werbespots entwickelten Sitcom für den Sender ABC. Auch in Musikvideos trat er auf, und zwar in Tom Pettys A Face in the Crowd und in Rob Zombies Well, Everybody’s Fucking in a UFO.
Außer als Darsteller ist Jeff Daniel Phillips auch in den Randbereichen aktiv. Er verfügt über eine langjährige Erfahrung als Produktionsdesigner, Artdirector und Requisiteur für Film, Fernsehen, Musikvideos, Werbespots und Printanzeigen.

## Filmografie (Auswahl)
- 1991: Son of Darkness: To Die for II
- 1992: Sneakers – Die Lautlosen (Sneakers)
- 1992: Peephole
- 1997: X-Factor: Das Unfassbare (Beyond Belief: Fact or Fiction, Fernsehserie)
- 1997: Profiler (Fernsehserie)
- 2000: Arrest & Trial (Fernsehserie)
- 2001: Philly (Fernsehserie, 1 Folge)
- 2003: Hide (Kurzfilm)
- 2006: Unknown
- 2006: Standoff (Fernsehserie)
- 2007: Zodiac – Die Spur des Killers (Zodiac)
- 2009: Small Town Secret
- 2009: Halloween II
- 2010: CSI: Miami (Fernsehserie, 1 Folge)
- 2012: The Lords of Salem
- 2015: The Weight of Blood and Bones
- 2015: Marvel’s Agents of S.H.I.E.L.D.: Slingshot (Webserie, 1 Folge)
- 2015: Freaks of Nature
- 2016: 31
- 2016: Westworld (Fernsehserie, 4 Folgen)
- 2017: APB – Die Hightech-Cops (APB, Fernsehserie, 1 Folge)
- 2017: Claws (Fernsehserie)
- 2017: The Gifted (Fernsehserie)
- 2019: Satanic Panic
- 2019: 3 from Hell
- 2022: The Munsters